# Кужаче (Островецький повіт)
Кужа́че (пол. Kurzacze) — село в Польщі, у гміні Кунув Островецького повіту Свентокшиського воєводства.
Населення — 52 особи (2011).
У 1975—1998 роках село належало до Келецького воєводства.

## Демографія
Демографічна структура на день 31 березня 2011 року:
|          | Загалом | Допрацездатний вік | Працездатний вік | Постпрацездатний вік |
| -------- | ------- | ------------------ | ---------------- | -------------------- |
| Чоловіки | 28      | 3                  | 23               | 2                    |
| Жінки    | 24      | 3                  | 11               | 10                   |
| Разом    | 52      | 6                  | 34               | 12                   |